# スティーヴ・ゴリン
スティーヴ・ゴリン（Steve Golin, 1955年3月6日 - 2019年4月21日）は、アメリカ合衆国の映画及びテレビのプロデューサーである。

## 主なフィルモグラフィ

### 映画
- もういちど殺して Kill Me Again (1989) 製作
- 家族狂想曲 Daddy's Dyin'... Who's Got the Will? (1990) 製作
- ワイルド・アット・ハート Wild at Heart (1990) 製作
- ジャック・ルビー Ruby (1992) 製作
- 刑事エデン/追跡者 A Stranger Among Us (1992) 製作
- キャンディマン Candyman (1992) 製作
- レッドロック/裏切りの銃弾 Red Rock West (1993) 製作
- カリフォルニア Kalifornia (1993) 製作
- ロード・オブ・イリュージョン Lord of Illusions (1995) 製作総指揮
- ある貴婦人の肖像 The Portrait of a Lady (1996) 製作
- スリーパーズ Sleepers (1996) 製作
- ゲーム Game (1997) 製作
- シークレット/嵐の夜に A Thousand Acres (1997) 製作
- リターン・トゥ・パラダイス Return to Paradise (1998) 製作
- 僕らのセックス、隣の愛人 Your Friends & Neighbors (1998) 製作
- マルコヴィッチの穴 Being John Malkovich (1999) 製作
- ベティ・サイズモア Nurse Betty (2000) 製作
- 偶然の恋人 Bounce (2000) 製作
- 50回目のファースト・キス 50 First Dates (2004) 製作
- エターナル・サンシャイン Eternal Sunshine of the Spotless Mind (2004) 製作
- バベル Babel (2006) 製作
- ランド・オブ・ウーマン/優しい雨の降る街で In the Land of Women (2007) 製作
- レンディション Rendition (2007) 製作
- ザ・クリーナー 消された殺人 Cleaner (2007) 製作
- あぁ、結婚生活 Married Life (2007) 製作
- 神の子どもたちはみな踊る All God's Children Can Dance (2008) 製作
- ケース39 Case 39 (2009) 製作
- それでも、愛してる The Beaver (2011)
- エルヴィス、我が心の歌 El último Elvis (2012) 製作
- だれもがクジラを愛してる。 Big Miracle (2012) 製作
- エンド・オブ・ザ・ワールド Seeking a Friend for the End of the World (2012) 製作
- そんなガキなら捨てちゃえば? Fun Size (2012) 製作総指揮
- U Want Me 2 Kill Him/ユー・ウォント・ミー・トゥ・キル・ヒム Uwantme2killhim? (2013) 製作
- フィフス・エステート/世界から狙われた男 The Fifth Estate (2013) 製作
- COMET コメット Comet (2014) 製作総指揮
- アラサー女子の恋愛事情 Laggies (2014) 製作
- パーフェクト・ルーム The Loft (2014) 製作総指揮
- スポットライト 世紀のスクープ  Spotlight (2015) 製作
- マダム・メドラー おせっかいは幸せの始まり The Meddler (2015) 製作総指揮
- レヴェナント: 蘇えりし者 The Revenant (2015) 製作
- トリプル9 裏切りのコード Triple 9 (2016) 製作総指揮
- フレンチ・ラン Bastille Day (2016) 製作
- ビーチ・バム まじめに不真面目 The Beach Bum (2019) 製作

### テレビシリーズ
- Lの世界 The L Word (2004) 製作総指揮
- TRUE DETECTIVE/二人の刑事 True Detective (2014-2015) 製作総指揮
- MR. ROBOT/ミスター・ロボット Mr. Robot (2015-2016) 製作総指揮
- Berlin Station (2016) 製作総指揮
- クォーリーと呼ばれた男 Quarry (2016) 製作総指揮
- 13の理由 13 Reasons Why (2017) 製作総指揮
- エイリアニスト The Alienist（2018年）製作総指揮

## 受賞とノミネート
| 賞           | 年   | 部門   | 作品                          | 結果       |
| ------------ | ---- | ------ | ----------------------------- | ---------- |
| アカデミー賞 | 2006 | 作品賞 | バベル                        | ノミネート |
| アカデミー賞 | 2015 | 作品賞 | レヴェナント: 蘇えりし者      | ノミネート |
| アカデミー賞 | 2015 | 作品賞 | スポットライト 世紀のスクープ | 受賞       |